# École normale (Québec)
Pour les articles homonymes, voir École normale.
Les écoles normales étaient, au Québec, des institutions ayant pour but de former les enseignants des écoles primaires.

## Histoire

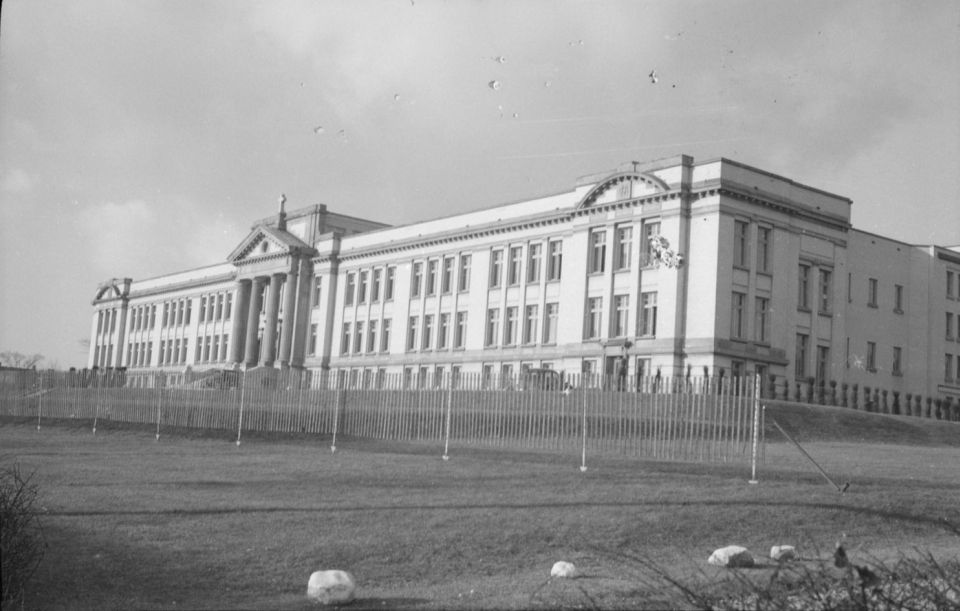
L'Institut pédagogique de Montréal en 1937. Il était propriété des religieuses de la Congrégation de Notre-Dame de Montréal et situé à Westmount.

Les premières écoles normales ont vu le jour en 1857 avec la création des trois premières écoles normales d'État (qualifiées parfois de "supérieures"), les écoles normales Jacques-Cartier (Montréal), Laval (Québec) pour les francophones et MacDonald collège (Montréal) pour les anglophones. À partir de 1899, de nombreuses autres furent fondées. Ces écoles étaient pour la plupart privées, appartenant à des communautés religieuses qui formaient ainsi des religieuses ou des frères enseignants.

## Réforme en 1953-1954
Plusieurs variétés de spécialisations sont créées. De même, une décentralisation permet plus d'endroits disponibles alors que 44 écoles normales sont fondées sur l'ensemble du territoire entre 1940 et 1960, ce qui permet à un plus grand nombre de filles de poursuivre leurs études au-delà de la neuvième année.
La réforme touche davantage les filles alors qu'on introduit trois niveaux de brevets;
brevets C : le moins avancé, (11 ans de scolarité), permet d'enseigner à l'élémentaire seulement.
brevets B et A: s'apparentent au baccalauréat ès Arts avec des cours de langues (français, anglais, grec, latin), de sciences (mathématiques, chimie, biologie), de philosophie, environ 15 ans de scolarité.

## Galerie

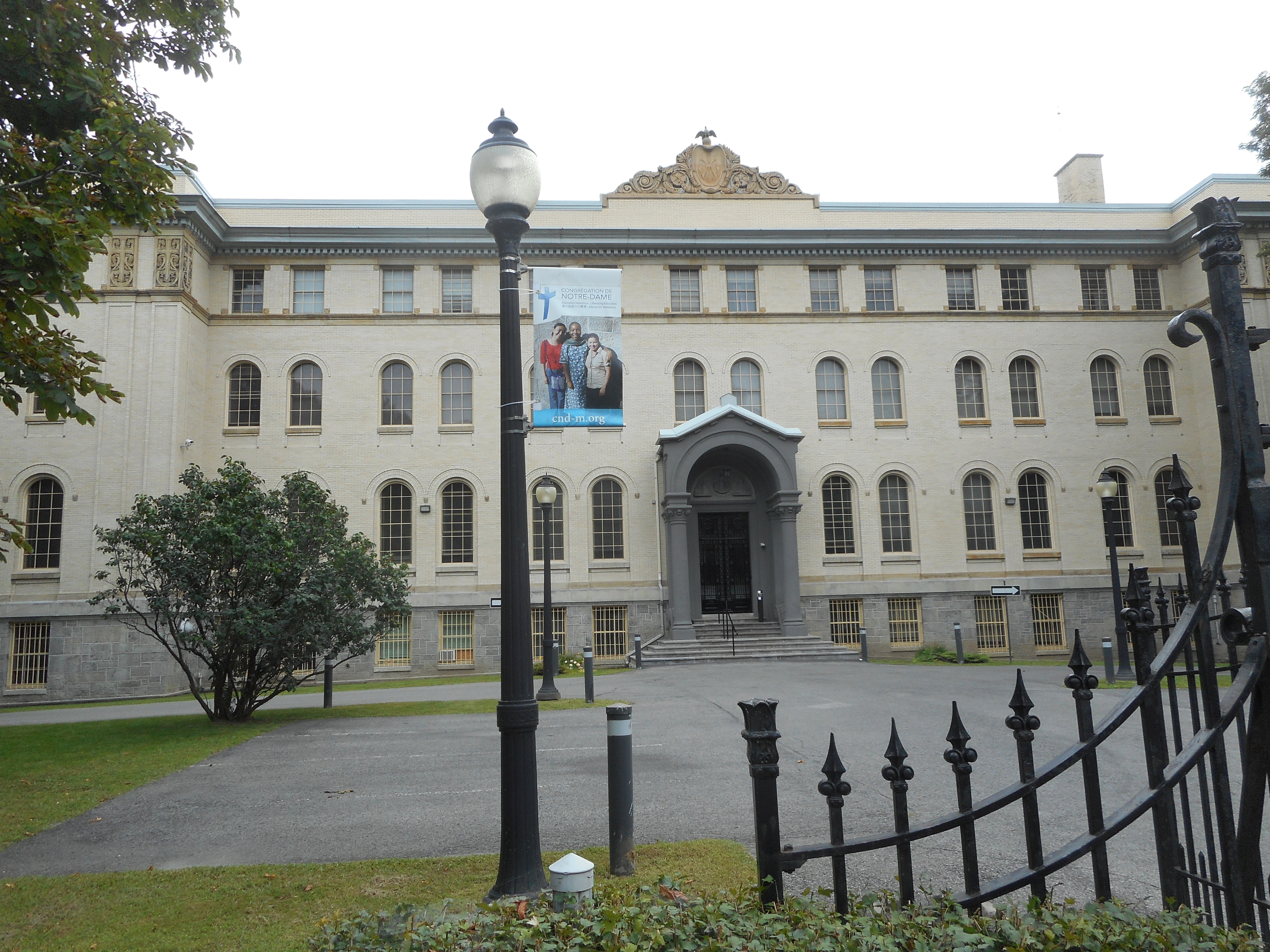
École normale Saint-Jacques à Montréal.
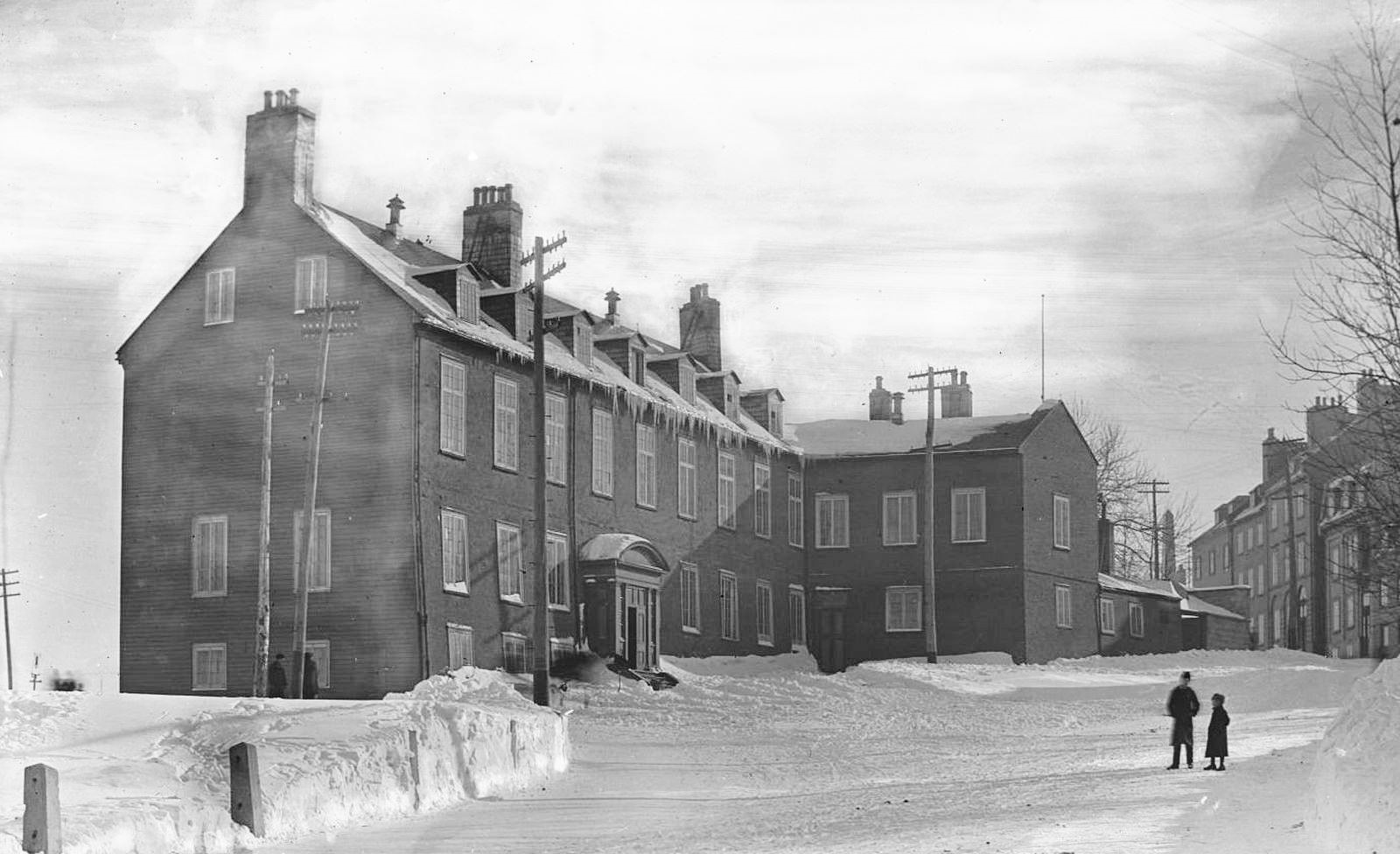
École normale à Québec située dans le Château Haldimand vers 1890.
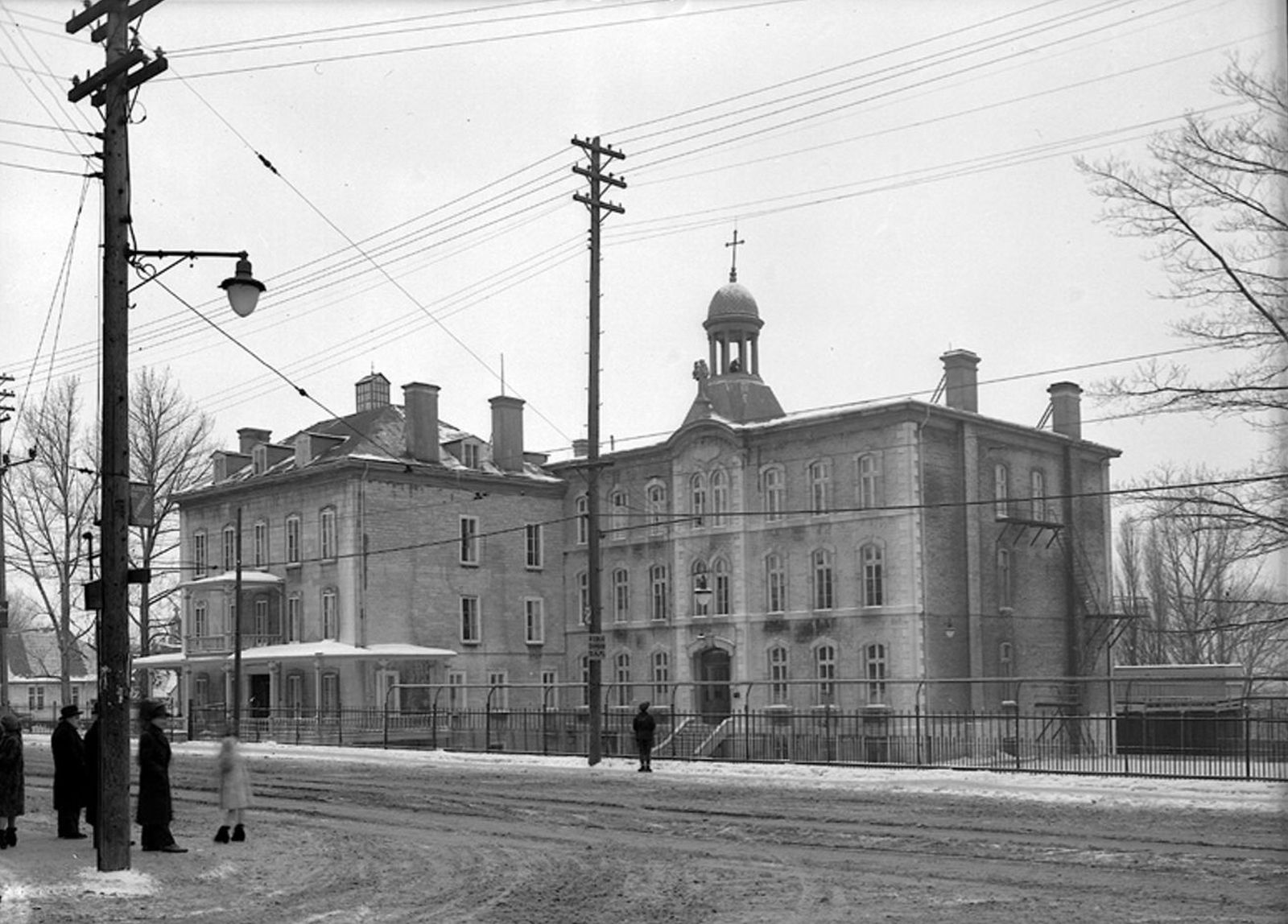
Ecole Normale Laval à Québec - 1943.
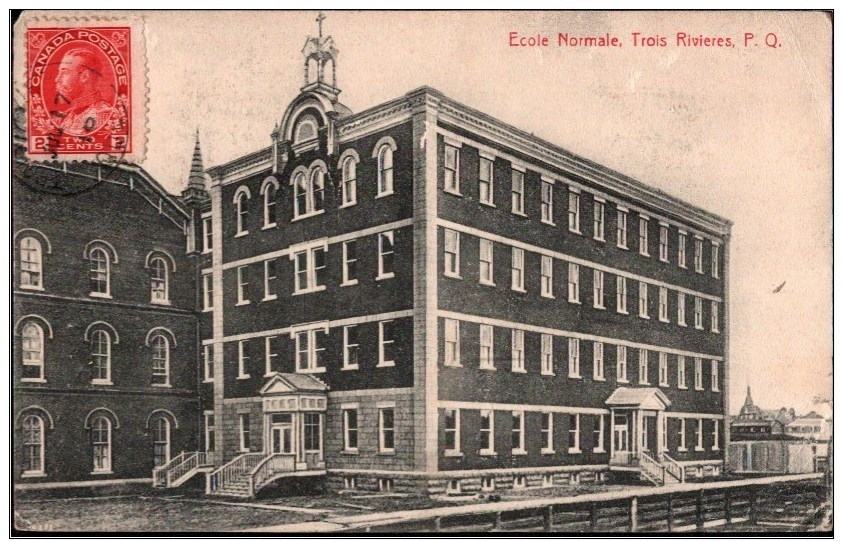
École Normale, carte postale, Trois Rivières, P.Q.
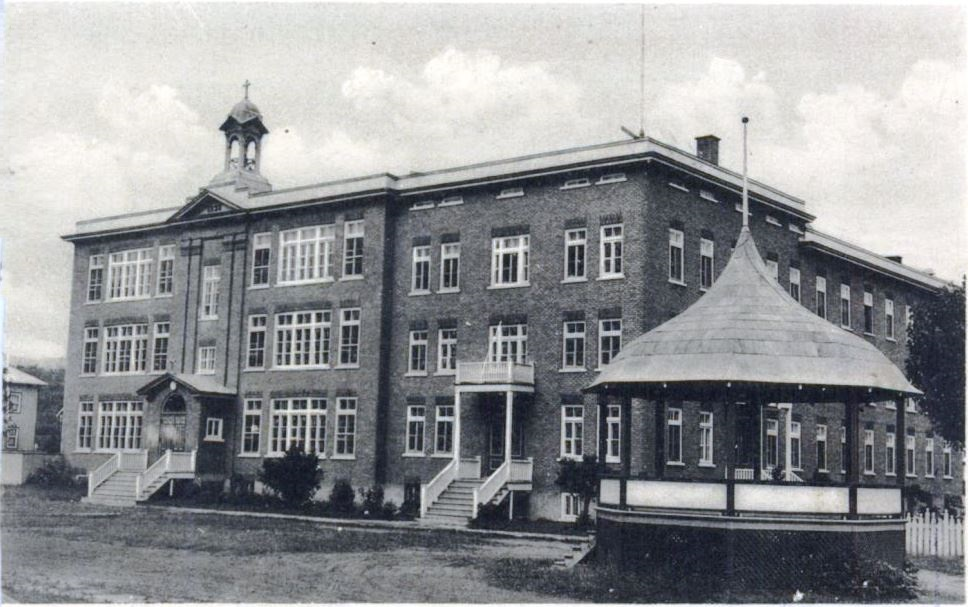
École Normale, Baie St. Paul, Québec.

## Rapport Parent
Avec la remise en question de l'éducation au Québec qui se traduisit principalement par le rapport de la commission Parent, la responsabilité de la formation des professeurs devait passer aux universités et à leurs facultés de sciences de l'éducation,. Pour tenter de sauver l'institution des écoles normales, un certain nombre d'entre elles se regroupent : deux consortiums de communautés religieuses fondent en 1965 l'école normale Notre-Dame-de-Foy (Saint-Augustin-de-Desmaures) et le Scolasticat central de Montréal  à partir de 1964. Il deviendra plus tard le Cégep Marie-Victorin. Cependant le mouvement est bien amorcé: plusieurs petites écoles ferment dès 1963, et pas moins de 53 écoles normales ainsi que les scolasticats ferment entre 1965 et 1969,. Les dernières écoles normales cessent d'exister en 1974.